# Paus Victor II
Victor II, geboren als Gebhard van Dollnstein-Hirschberg (Duitsland, ca. 1018 – Arezzo, 28 juli 1057) was paus van de Rooms-Katholieke Kerk van 1055 tot 1057 en bloedverwant van keizer Hendrik III. Hij was een van de Duitse pausen tijdens de hervormingen door paus Gregorius VII. Hij was ingezegend in de Sint-Pietersbasiliek te Rome op 13 april 1055. Zijn vader was een baron uit Zwaben, Harwig von Calw, en Victor werd gedoopt als Gebhard.
Na aandringen van een andere Gebhard, bisschop van Regensburg, een oom van Hendrik III, werd hij op 24-jarige leeftijd aangesteld als bisschop van Eichstätt. In die positie wist hij de belangen van de keizer te dienen, en werd hij uiteindelijk een van Hendriks belangrijkste adviseurs. Hij werd voorgedragen als paus door Hendrik III in september 1054 in Mainz, na aandringen door een Romeinse delegatie die werd geleid door Hildebrand, de latere paus Gregorius VII, die vermoedelijk probeerde het rijk van Hendrik te beroven van een van zijn meest bekwame verdedigers.
In juni 1055 ontmoette Victor II de keizer in Florence, en in een vergadering besloten zij de veroordeling door paus Leo IX van het huwelijk door priesters en het verlies van kerkelijk bezit opnieuw kracht bij te zetten. In het daaropvolgende jaar werd hij bij Hendrik III geroepen en was bij hem toen deze stierf te Bodfeld te Harz op 5 oktober 1056. Als hoeder van keizer Hendrik IV, zoon van Hendrik III, en adviseur van keizerin Agnes van Poitou, de moeder van Hendrik IV en regentes van het Heilige Roomse Rijk, beschikte Victor II nu over enorme macht, die hij gebruikte om de vrede zeker te stellen door het hele keizerrijk en het pausschap te versterken tegen de agressie van de baronnen. Hij stierf kort na zijn terugkeer in Italië, in Arezzo, op 28 juli 1057.
Victors gevolg wenste zijn resten over te brengen naar de kathedraal van Eichstätt om hem daar te begraven. Maar nog voor zij de stad bereikten werden zijn resten al gestolen door de inwoners van Ravenna, en hij werd aldaar begraven in de kerk van Santa Maria Rotonda, tevens de laatste rustplaats voor Theodorik de Grote.
Hoewel de geschiedenis van de Rooms-Katholieke Kerk acht Duitse pausen heeft gekend, is Victor II slechts een van de drie pausen die stamde uit het grondgebied dat vandaag de dag door Duitsland wordt beslagen. De andere twee zijn paus Clemens II en paus Benedictus XVI.
- Gemeinsame Normdatei: 11943492X
- International Standard Name Identifier: 0000 0000 4305 4667
- Library of Congress Control Number: nb2007019449
- Nationale Bibliotheek van Tsjechië: skuk0005733
- Nationale Bibliotheek van Israël: 987007397420405171
- Virtual International Authority File: 21671671
- WorldCat: E39PBJptWXMwBYGDp6rCrtfjG3

Cursief: tegenpaus